# Jodensavanne

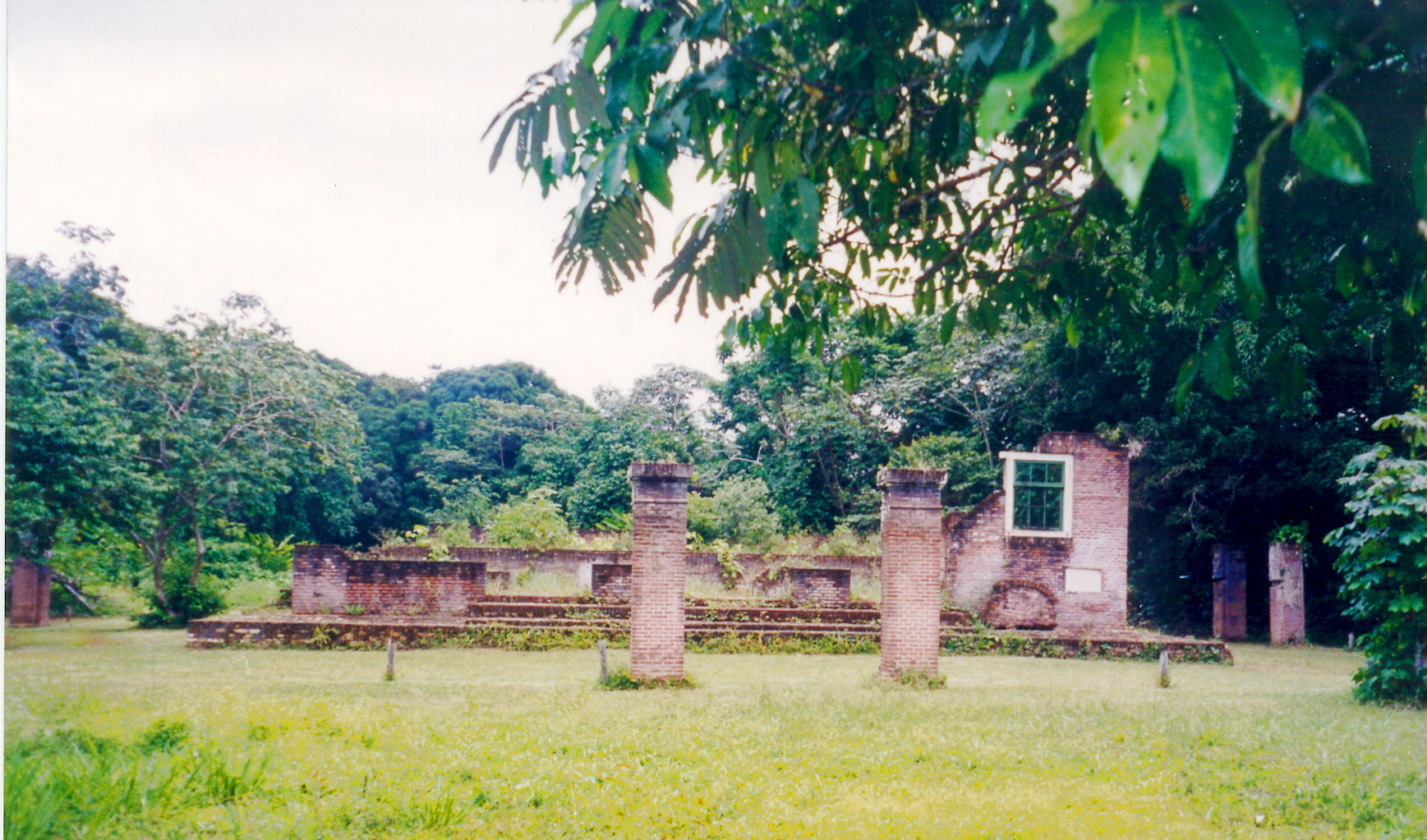
I resti della sinagoga a Jodensavanne, febbraio 2000

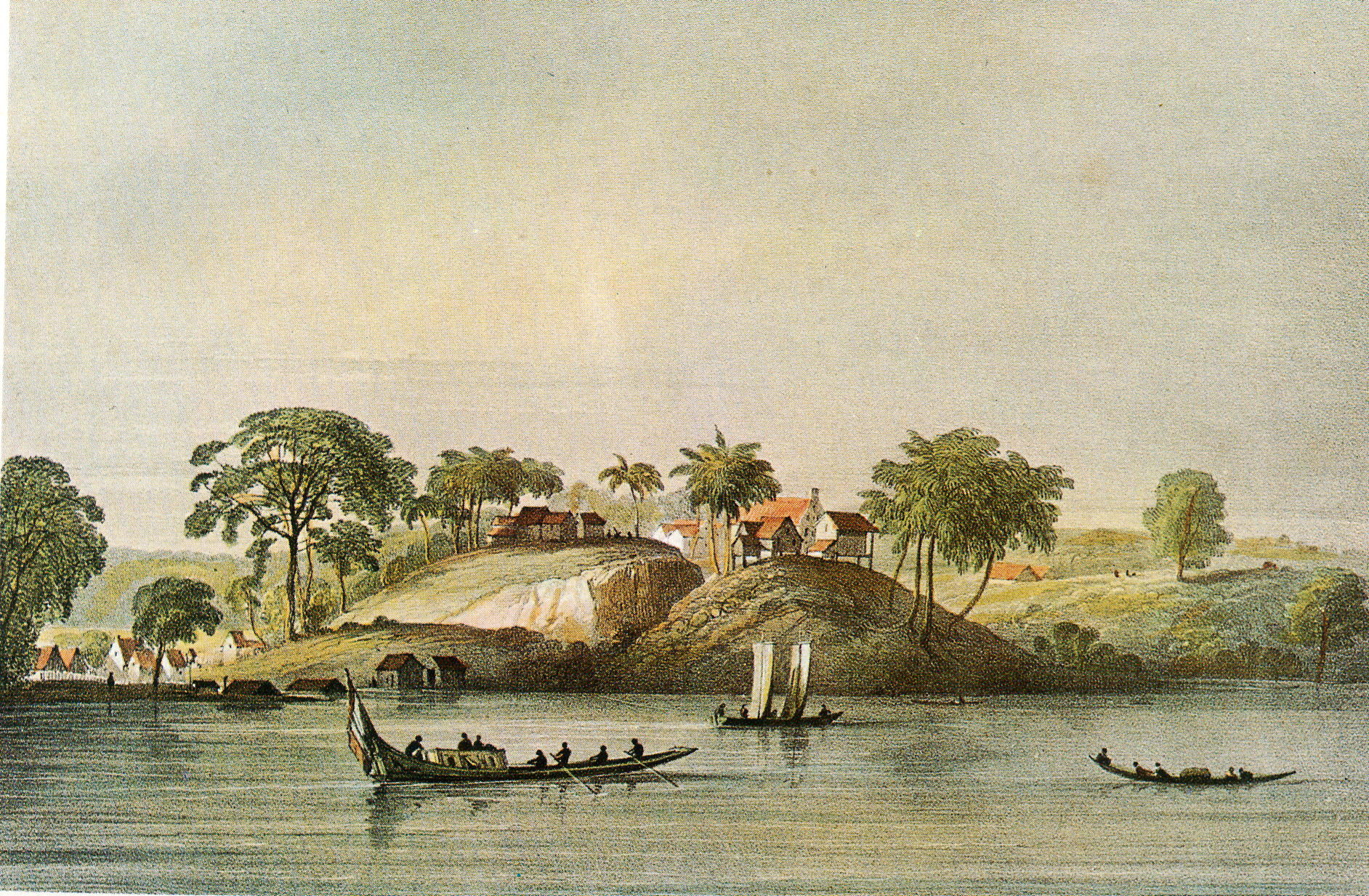
Jodensavanne attorno al 1830

Jodensavanne (Olandese, 'Savana ebraica') è stato un tentativo di fondare un territorio autonomo di Ebrei nel Suriname, Sudamerica.
Jodensavanne è localizzata nel Distretto del Para, circa 50 km a sud della capitale Paramaribo, sul fiume Suriname.

## Storia
Nel 1639, il governo inglese ha permesso agli ebrei sefarditi provenienti dai Paesi Bassi, Portogallo e Italia di stabilirsi nella regione, arrivando alla vecchia capitale Torarica. Nell'anno 1652, un nuovo gruppo che migrarono sotto la guida di Lord Willoughby andarono nel Suriname e si stabilirono nella zona Jodensavanne. Un terzo gruppo è venuto nel 1664, dopo la loro espulsione dal Brasile e poi Guiana francese, guidati da David Cohen Nassi e dal suo amico Paulo Jacomo Pinto.
La Comunità ebrea ha acquisito grande autonomia interna, con lavoro dedicato alla piantagione di canna da zucchero. Fu fondata la Congregazione Beracha ve Shalom ("benedizioni e pace"), con la prima sinagoga in legno della Comunità (la terza sinagoga in Sud America) costruita tra il 1665 ed il 1671 e una seconda, fatta di mattoni importati, fu costruita nel 1685.
Lo storico Natalie Zemon Davis sta lavorando sulla storia di Jodensavanne del XVIII secolo, concentrandosi su David Isaac Cohen Nassy (nato nel 1747) e le relazioni tra bianchi e neri della comunità ebraica.
Jodensavanne declinò durante la metà del XVIII secolo e la maggior parte della sua popolazione si trasferì a Paramaribo. La colonia ha cercato di sopravvivere fino a quando fu distrutta da una rivolta degli schiavi e il conseguente incendio nel 1832. La zona è servita come un campo di concentramento per i prigionieri politici durante la seconda guerra mondiale.
Il 19 settembre 2023 i resti dell'insediamento e il cimitero di Cassipora sono stati iscritti nella Lista dei patrimoni dell'umanità dell'UNESCO dalla quarantacinquesima sessione del Comitato del patrimonio mondiale riunito a Riad.